# Dubbelperiodische variabele
Een dubbelperiodische variabele (DPV) is een type interagerende dubbelster. Zoals de naam reeds doet vermoeden, variëren deze sterren niet alleen door hun eclipsen van de ene ster voor de ander, maar ook tijdens een cyclus van ongeveer 33 maal hun omloopbaan. Veronderstelt wordt dat een van de sterren massa aanzuigt van de ander, en blijkbaar in een cyclisch patroon massa verliezen aan het interstellair medium. De oorzaak van de tweede, tragere cyclus van uitbarstingen is nog niet vastgesteld. Deze dubbelsterren zijn zeldzaam. 

## Lijst
Onderstaande lijst geeft dubbelsterren weer die interessant zijn voor zowel de amateur- als professionele astronomie. Tenzij anders vermeld zijn de magnitudes in het visuele spectrum.
| Ster           | Maximum magnitude | Minimum magnitude | Eclips duur (in dagen) | Spectraalklasse  |
| -------------- | ----------------- | ----------------- | ---------------------- | ---------------- |
| V393 Scorpii   | 7.39              | 8.31              | 7.72                   | B3III            |
| AU Monocerotis | 8.20              | 9.16              | 11.11                  | B5IV+F8-G0II-III |

## Bron
- Dit artikel of een eerdere versie ervan is een (gedeeltelijke) vertaling van het artikel Double periodic variable op de Engelstalige Wikipedia, dat onder de licentie Creative Commons Naamsvermelding/Gelijk delen valt. Zie de bewerkingsgeschiedenis aldaar.